# La Guancha
La Guancha és un municipi de l'illa de Tenerife, a les illes Canàries. El terme municipal està compost per diversos nuclis de població dispersa dedicada a la feina agrícola, gràcies a l'aigua que s'obté de les seves nombroses galeries, i al conreu de la vinya, les papes i els fruiters. L'artesania del fang i la cistelleria tradicional també són part de la identitat d'aquest poble. El barri de Santa Catalina, atresora una bella mostra de l'ús de la pedra de pedrera en l'arquitectura popular canària del segle xvi.